# جیل گیلمور
جیل گیلمور (انگلیسی: Jill Gilmore؛ زادهٔ ۵ آوریل ۱۹۷۳) بازیکن فوتبال اهل نیوزیلند است.

وی همچنین در تیم ملی فوتبال زنان نیوزیلند بازی کرده‌است.